# Ebersdorf (Áustria)
Ebersdorf é um município da Áustria, situado no distrito de Hartberg-Fürstenfeld, no estado da Estíria. Tem 17,28 km² de área e sua população em 2019 foi estimada em 1.280 habitantes.